# Amanda Pays
Pour les articles homonymes, voir Pays.
Amanda Pays est une actrice anglaise, née le 6 juin 1959 à Londres.

## Biographie
Fille de l'acteur britannique Howard Pays et de l'actrice Jan Miller, elle commence une carrière similaire au début des années 1980, apparaissant notamment dans Oxford Blues (1984), aux côtés de Rob Lowe ou encore dans le téléfilm Le Couteau sur la nuque (1985). Elle se fait connaître grâce à la série télévisée fantastique Max Headroom (1987-88), où elle interprète le personnage de Theora Jones. Elle donne également la réplique à Willem Dafoe dans Saïgon, l'enfer pour deux flics (1988), et tourne sous la direction de George P. Cosmatos dans le film de science-fiction Leviathan (1989).
Dans les années 1990, Amanda Pays obtient le rôle de Tina McGee, qu'elle campe dans la série télévisée Flash (1990-91). Elle apparaît en tant que guest-star dans d'autres séries TV telles que X-Files (elle joue le rôle de l'inspecteur Phoebe Green dans l'épisode L'Incendiaire de la saison 1), Ultime Recours, et plus récemment dans Nip/Tuck (2006) et Psych : Enquêteur malgré lui (2008). Elle fait également une apparition de quelques secondes dans un des épisodes du multi-crossover au sein du Arrowverse aux côtés de John Wesley Shipp en décembre 2019 sous la forme d'un flashback.
Amanda est mariée depuis 1988 à l'acteur, réalisateur et producteur américain Corbin Bernsen. Ils ont eu l'occasion de tourner ensemble dans le téléfilm Le pouvoir de l'illusion en 1994, ainsi que dans un épisode de la série télévisée Psych : Enquêteur malgré lui en 2008.
En 2014, elle reprend le rôle de Tina McGee dans la série télévisée Flash.

## Filmographie

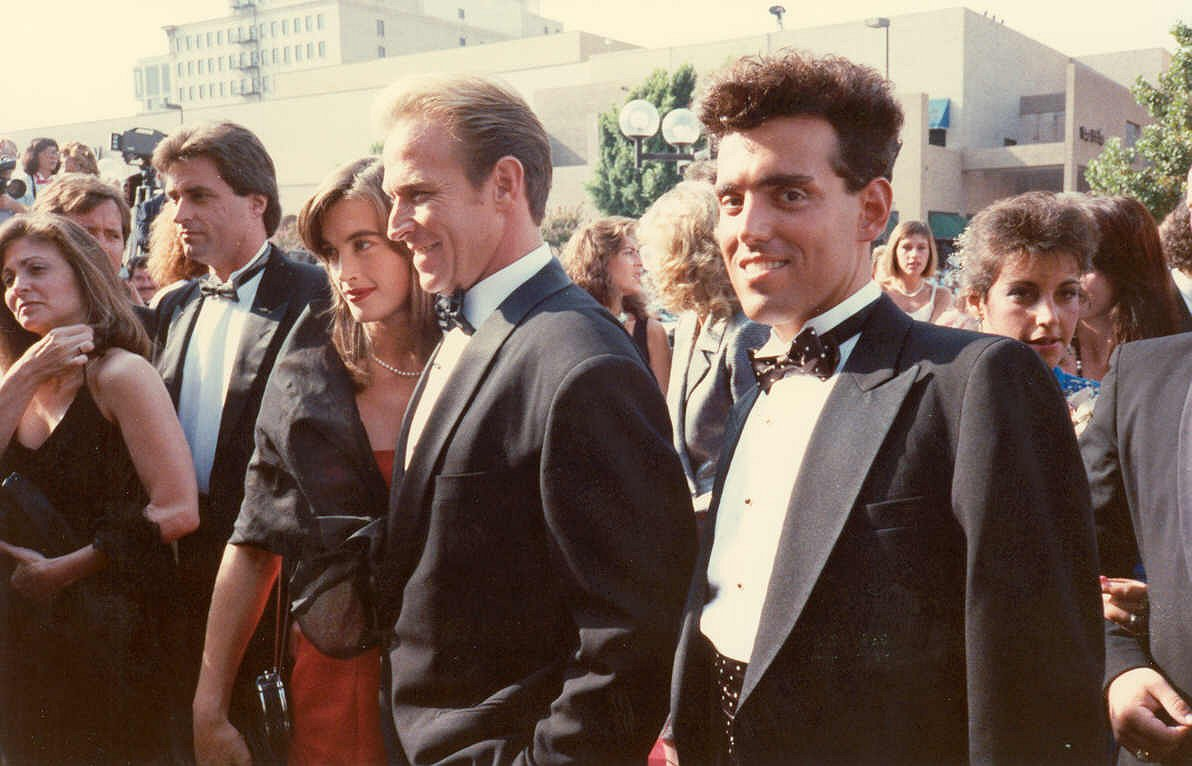
Amanda Pays et son époux Corbin Bernsen aux Emmy Awards 1988.

### Cinéma
- 1984 : Oxford Blues de Robert Boris : Victoria Wingate
- 1986 : The Frog Prince de Jackson Hunsicker : (non créditée)
- 1987 : The Kindred de Stephen Carpenter et Jeffrey Obrow : Melissa Leftridge
- 1988 : Saïgon, l'enfer pour deux flics (Off Limits) de Christopher Crowe : Nicole
- 1989 : Leviathan de George P. Cosmatos : Elizabeth « Willie » Williams
- 1991 : A Grande Arte (en) de Walter Salles : Marie
- 1992 : Flash III: Deadly Nightshade de Bruce Bilson : Dr Christina « Tina » McGee
- 1993 : Sade - Life Promise Pride Love (segment Smooth Operator) : La petite amie du gangster
- 1995 : Solitaire for 2 de Gary Sinyor: Katie Burrough
- 1996 : Subterfuge de Herb Freed  : Alex
- 1997 : Spacejacked de Jeremiah Cullinane : Dawn
- 2001 : Tempête de feu (Ablaze) de Jim Wynorski : Jennifer Lewis
- 2020 :  Mary for Mayor de Brian Skeet : Victoria
- 2020 :  Wake Up To Love de Brian Skeet : Claudia Brady

### Télévision

#### Séries télévisées
- 1985 : A.D. : Sarah (5 épisodes)
- 1985 : Mission casse-cou (Dempsey and Makepeace) : Tiffany Grace (saison 2, épisode  8)
- 1985 : Minder (en) : Nikki South (1 épisode)
- 1987-1988 : Max Headroom : Theora Jones (Saison 1: épisode 1,2,3,4,5 & 6 - Saison 2: épisode 1,2,3,4,5,6,7 & 8.)
- 1988 : CBS Summer Playhouse : Alexandra Greer (1 épisode)
- 1990-1991 : Flash (The Flash) : Docteur Christina McGee (Tina) (21 épisodes)
- 1993 : X-Files : Phoebe Green (saison 1, épisode L'Incendiaire)
- 1996 : Les Piégeurs (Thief Takers) : Anna Dryden (saison 3, épisode 4)
- 1999 : Ultime Recours (Vengeance Unlimited) : Gail Dawson (saison 1, épisode 10)
- 1999 : Sept à la maison (7th Heaven) : Emily Grant (saison 3: épisode 17)
- 1999 : It's Like, You Know... : Angela Blendal (1 épisode)
- 1999 : Le Flic de Shanghaï (Martial Law) : Docteur Broderick (saison 2, épisode 9)
- 1999 : Any Day Now (en) : Helen (1 épisode)
- 2000 : Grapevine (en) : Paulina (1 épisode)
- 2002 : Breathing Room :
- 2006 : Nip/Tuck : La décoratrice (saison 4, épisode 1)
- 2008 : Psych : Enquêteur malgré lui : Susan B (saison 2, épisode 15)
- 2014-2016 : Flash (The Flash): Docteur Christina McGee (Tina) (5 épisodes)

#### Téléfilms
- 1984 : The Cold Room de James Dearden : Carla Martin / Christa Bruckner
- 1985 : Max Headroom de Annabel Jankel et Rocky Morton : Theora Jones
- 1985 : Le Couteau sur la nuque (Thirteen at Dinner) de Lou Antonio : Géraldine Marsh
- 1985 : Mr. and Mrs. Edgehill de Gavin Millar : Vivienne
- 1990 : Parker Kane de Steve Perry : Sarah Taylor
- 1991 : Échec et meurtre (Dead on the Money) de Mark Cullingham : Jennifer Ashford
- 1993 : Age of Treason de Kevin Connor : Héléna
- 1994 : Le pouvoir de l'illusion (I Know My Son Is Alive) de Bill Corcoran : Katherine Elshant
- 1997 : Hollywood Confidential (en) de Reynaldo Villalobos (en) : Joan Travers
- 2002 : The Santa Trap de John Shepphird : Doris Spivak

## Autres
Elle apparaît dans le clip de la chanson Smooth Operator du groupe britannique Sade.

## Jeu vidéo
- 1996 : Privateer 2: The Darkening : Assassin #3 (voix)